# Bosost
Bosost (oficialmente en occitano: Bossòst) es un municipio español situado en la parte occidental de la comarca del Valle de Arán, en la provincia de Lérida, comunidad autónoma de Cataluña. Limita con Lés, Las Bordas, Vilamós y la frontera francesa. Está situado a la orilla izquierda del río Garona, en la carretera general (N-230) que comunica Viella con Francia.

## Geografía

### Clima
De acuerdo a la clasificación climática de Köppen Bosost tiene un clima oceánico de tipo Cfb.
| Parámetros climáticos promedio de Bosost en el periodo 1972-1993 | Parámetros climáticos promedio de Bosost en el periodo 1972-1993 | Parámetros climáticos promedio de Bosost en el periodo 1972-1993 | Parámetros climáticos promedio de Bosost en el periodo 1972-1993 | Parámetros climáticos promedio de Bosost en el periodo 1972-1993 | Parámetros climáticos promedio de Bosost en el periodo 1972-1993 | Parámetros climáticos promedio de Bosost en el periodo 1972-1993 | Parámetros climáticos promedio de Bosost en el periodo 1972-1993 | Parámetros climáticos promedio de Bosost en el periodo 1972-1993 | Parámetros climáticos promedio de Bosost en el periodo 1972-1993 | Parámetros climáticos promedio de Bosost en el periodo 1972-1993 | Parámetros climáticos promedio de Bosost en el periodo 1972-1993 | Parámetros climáticos promedio de Bosost en el periodo 1972-1993 | Parámetros climáticos promedio de Bosost en el periodo 1972-1993 |
| Mes | Ene.                                                             | Feb.                                                             | Mar.                                                             | Abr.                                                             | May.                                                             | Jun.                                                             | Jul.                                                             | Ago.                                                             | Sep.                                                             | Oct.                                                             | Nov.                                                             | Dic.                                                             | Anual                                                            |
| --- | ---------------------------------------------------------------- | ---------------------------------------------------------------- | ---------------------------------------------------------------- | ---------------------------------------------------------------- | ---------------------------------------------------------------- | ---------------------------------------------------------------- | ---------------------------------------------------------------- | ---------------------------------------------------------------- | ---------------------------------------------------------------- | ---------------------------------------------------------------- | ---------------------------------------------------------------- | ---------------------------------------------------------------- | ---------------------------------------------------------------- |
| Temp. media (°C) | 2.8                                                              | 4.1                                                              | 6.1                                                              | 7.7                                                              | 11.1                                                             | 14.8                                                             | 17.7                                                             | 17.6                                                             | 15.2                                                             | 10.8                                                             | 6.7                                                              | 4.0                                                              | 9.9                                                              |
| Precipitación total (mm) | 75.1                                                             | 66.8                                                             | 82.0                                                             | 93.9                                                             | 101.6                                                            | 80.0                                                             | 60.6                                                             | 80.0                                                             | 66.7                                                             | 81.3                                                             | 88.3                                                             | 79.5                                                             | 955.8                                                            |
| Fuente: Ministerio de Agricultura, Alimentación y Medio Ambiente. Datos de precipitación para el periodo 1972-1993 y de temperatura para el periodo 1972-1993 en Bosost 13 de noviembre de 2012 |                                                                  |                                                                  |                                                                  |                                                                  |                                                                  |                                                                  |                                                                  |                                                                  |                                                                  |                                                                  |                                                                  |                                                                  |                                                                  |

## Patrimonio

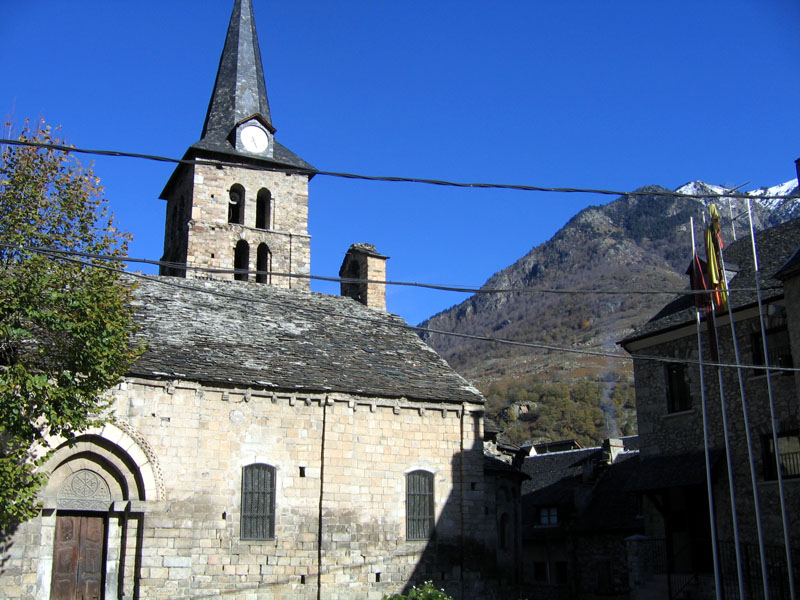
Iglesia de la Asunción de María

Lo más destacado de Bosost es la iglesia de la Asunción de María (en occitano glèisa dera Assompcion de Maria), que data del siglo XII y está construida en estilo románico. Es una de las mejor conservadas de todo el Valle de Arán. Posee planta basilical de tres naves separadas por pilares de planta circular y tres ábsides decorados al estilo lombardo. Cuenta con dos pórticos, el del norte dotado de un tímpano de mármol negro en el que hay un pantocrátor esculpido junto a los símbolos de los cuatro evangelistas, el sol y la luna; el del sur es más sencillo, cuenta con dos arcos, uno de ellos con ajedrezado y un crismón en el tímpano. Junto al templo se encuentra la torre, de planta cuadrada y rematada por un chapitel de pizarra.

## Geografía humana

### Demografía
Cuenta con una población de 1141 habitantes (INE 2024).
| Gráfica de evolución demográfica de Bosost entre 1842 y 2021 |
| |
| Población de derecho según los censos de población del INE Población de hecho según los censos de población del INEEn estos censos se denominaba Bosost: 1857, 1860, 1877, 1887, 1897, 1900, 1910, 1920, 1930, 1940, 1950, 1960, 1970 y 1981 |

| 1900 | 1930 | 1950 | 1970 | 1981 | 1986 | 2000 | 2007 | 2017 | 2018 | 2019 | 2020 | 2021 | 2022 |
| ---- | ---- | ---- | ---- | ---- | ---- | ---- | ---- | ---- | ---- | ---- | ---- | ---- | ---- |
| 756  | 897  | 1063 | 687  | 727  | 784  | 866  | 1115 | 1120 | 1110 | 1109 | 1115 | 1120 | 1121 |

## Economía
Bosost disfruta de una de las pocas áreas llanas del Valle de Arán. Esto y estar en el camino que lleva a la frontera francesa ha marcado la vida económica del pueblo. Actualmente sus más de mil vecinos viven del turismo de montaña que acude desde otras partes de España hasta el valle. Bosost es también lugar de paso y destino habitual de turistas franceses que llenan los numerosos comercios de su calle principal, el paseo d'eth Grauèr. El activo intercambio comercial ha afectado también a la arquitectura de Bosost, que está muy influida por los gustos franceses, eso queda de manifiesto 
en muchas de las casas del pueblo.

## Cultura

### Festividades
- 13 de junio- fiesta de San Antonio.
- 15 de agosto- fiesta mayor.
- 20 de octubre- feria de Bosost.

### Deportes
Según los más viejos del lugar, en Bosost se viene jugando al fútbol hace un siglo. Los primeros encuentros se habrían disputado desde 1914 de manera discontinua. 
En 1927, don Manuel Huguet, secretario de una empresa local, funda la Unión Deportiva Bosost, que compite en las ligas organizadas por el Departamento de Alto Garona, en Francia. El club está admitido en las competiciones francesas en razón de la proximidad geográfica y muy especialmente la facilidad de acceso, ya que antes de la apertura del túnel de Viella, la comarca podía quedar hasta seis meses aislada de Lérida por las nevadas. De hecho, la U.E.B. forma parte de los fundadores de la liga de Comminges.
Solo una vez la U.E.B. jugó en territorio español. Fue durante la llamada Liga de Alta Montaña que se celebraba en el pirineo catalán.
Viste camiseta verdiblanca a listas verticales, combinada con pantalón verde.